# Parviturbo stearnsi
Parviturbo stearnsi är en snäckart som först beskrevs av Dall 1918.  Parviturbo stearnsi ingår i släktet Parviturbo och familjen Skeneidae. Inga underarter finns listade i Catalogue of Life.